# Saut en longueur aux championnats du monde d'athlétisme en salle
Pour un article plus général, voir Championnats du monde d'athlétisme en salle.
Le saut en longueur fait partie des épreuves inscrites au programme des premiers championnats du monde d'athlétisme en salle, en 1985, à Paris. 
Avec cinq médailles d'or remportées consécutivement de 1993 à 2001, le Cubain Iván Pedroso est l'athlète le plus titré dans cette épreuve. L'Américaine Brittney Reese, titrée à trois reprises, détient quant à elle le record de victoires féminines. 
Les records des championnats du monde en salle sont actuellement détenus par Iván Pedroso, auteur de 8,62 m en finale des mondiaux 1999, et par Brittney Reese qui atteint la marque de 7,23 m lors de l'édition 2012.

## Éditions
| Années | 87 | 89 | 91 | 93 | 95 | 97 | 99 | 01 | 03 | 04 | 06 | 08 | 10 | 12 | 14 | 16 | 18 | 22 | 24 | 25 | Total |
| ------ | -- | -- | -- | -- | -- | -- | -- | -- | -- | -- | -- | -- | -- | -- | -- | -- | -- | -- | -- | -- | ----- |
| Hommes | X  | X  | X  | X  | X  | X  | X  | X  | X  | X  | X  | X  | X  | X  | X  | X  | X  | X  | X  | X  | 20    |
| Femmes | X  | X  | X  | X  | X  | X  | X  | X  | X  | X  | X  | X  | X  | X  | X  | X  | X  | X  | X  | X  | 20    |

## Hommes

### Palmarès
| Édition | Or                             | Argent                         | Bronze                            |
| ------- | ------------------------------ | ------------------------------ | --------------------------------- |
| 1985    | Jan Leitner 7,96 m             | Gyula Pálóczi 7,94 m           | Giovanni Evangelisti 7,88 m       |
| 1987    | Larry Myricks 8,23 m (CR)      | Paul Emordi 8,01 m             | Giovanni Evangelisti 8,01 m       |
| 1989    | Larry Myricks 8,37 m (CR)      | Dietmar Haaf 8,17 m            | Mike Conley 8,11 m                |
| 1991    | Dietmar Haaf 8,15 m            | Jaime Jefferson 8,04 m         | Giovanni Evangelisti 7,93 m       |
| 1993    | Iván Pedroso 8,23 m            | Joe Greene 8,13 m              | Jaime Jefferson 7,98 m            |
| 1995    | Iván Pedroso 8,51 m (CR)       | Mattias Sunneborn 8,20 m       | Erick Walder 8,14 m               |
| 1997    | Iván Pedroso 8,51 m (CR)       | Kirill Sosunov 8,41 m          | Joe Greene 8,41 m                 |
| 1999    | Iván Pedroso 8,62 m (CR)       | Yago Lamela 8,56 m             | Erick Walder 8,30 m               |
| 2001    | Iván Pedroso 8,43 m            | Kareem Streete-Thompson 8,16 m | Carlos Calado 8,16 m              |
| 2003    | Dwight Phillips 8,29 m         | Yago Lamela 8,28 m             | Miguel Pate 8,21 m                |
| 2004    | Savante Stringfellow 8,40 m    | James Beckford 8,31 m          | Vitaliy Shkurlatov 8,28 m         |
| 2006    | Ignisious Gaisah 8,30 m        | Irving Saladino 8,29 m         | Andrew Howe 8,19 m                |
| 2008    | Godfrey Khotso Mokoena 8,08 m  | Christopher Tomlinson 8,06 m   | Mohamed Salim Al-Khuwalidi 8,01 m |
| 2010    | Fabrice Lapierre 8,17 m        | Godfrey Khotso Mokoena 8,08 m  | Mitchell Watt 8,05 m              |
| 2012    | Mauro Vinícius da Silva 8,23 m | Henry Frayne 8,23 m            | Aleksandr Menkov 8,22 m           |
| 2014    | Mauro Vinícius da Silva 8,28 m | Li Jinzhe 8,23 m               | Michel Tornéus 8,21 m             |
| 2016    | Marquis Dendy 8,26 m           | Fabrice Lapierre 8,25 m        | Huang Changzhou 8,21 m            |
| 2018    | Juan Miguel Echevarría 8,46 m  | Luvo Manyonga 8,44 m           | Marquis Dendy 8,42 m              |
| 2022    | Miltiádis Tedóglou 8,55 m      | Thobias Montler 8,38 m         | Marquis Dendy 8,27 m              |
| 2024    | Miltiádis Tedóglou 8,22 m      | Mattia Furlani 8,22 m          | Carey McLeod 8,21 m               |
| 2025    | Mattia Furlani 8,30 m          | Wayne Pinnock 8,29 m           | Liam Adcock 8,28 m                |

## Femmes

### Palmarès
| Édition | Or                          | Argent                           | Bronze                     |
| ------- | --------------------------- | -------------------------------- | -------------------------- |
| 1985    | Helga Radtke 6,88 m         | Tatyana Rodionova 6,72 m         | Nijolé Medvedeva 6,44 m    |
| 1987    | Heike Drechsler 7,10 m (CR) | Helga Radtke 6,94 m              | Yelena Belevskaya 6,76 m   |
| 1989    | Galina Chistyakova 6,98 m   | Marieta Ilcu 6,86 m              | Larisa Berezhnaya 6,82 m   |
| 1991    | Larisa Berezhnaya 6,84 m    | Heike Drechsler 6,82 m           | Marieta Ilcu 6,74 m        |
| 1993    | Marieta Ilcu 6,84 m         | Susen Tiedtke 6,84 m             | Inessa Kravets 6,77 m      |
| 1995    | Lyudmila Galkina 6,95 m     | Irina Mushayilova 6,90 m         | Susen Tiedtke 6,90 m       |
| 1997    | Fiona May 6,86 m            | Chioma Ajunwa 6,80 m             | Agata Karczmarek 6,71 m    |
| 1999    | Tatyana Kotova 6,86 m       | Shana Williams 6,82 m            | Iva Prandzheva 6,78 m      |
| 2001    | Dawn Burrell 7,03 m         | Tatyana Kotova 6,98 m            | Niurka Montalvo 6,88 m     |
| 2003    | Tatyana Kotova 6,84 m       | Inessa Kravets 6,72 m            | Maurren Maggi 6,70 m       |
| 2004    | Tatyana Lebedeva 6,98 m     | Tatyana Kotova 6,93 m            | Carolina Klüft 6,92 m      |
| 2006    | Tianna Madison 6,80 m       | Naide Gomes 6,76 m               | Concepción Montaner 6,76 m |
| 2008    | Naide Gomes 7,00 m          | Maurren Maggi 6,89 m             | Irina Simagina 6,88 m      |
| 2010    | Brittney Reese 6,70 m       | Naide Gomes 6,67 m               | Keila Costa 6,63 m         |
| 2012    | Brittney Reese 7,23 m (CR)  | Janay DeLoach 6,98 m             | Shara Proctor 6,89 m       |
| 2014    | Éloyse Lesueur 6,85 m       | Katarina Johnson-Thompson 6,81 m | Ivana Španović 6,77 m      |
| 2016    | Brittney Reese 7,22 m       | Ivana Španović 7,07 m            | Lorraine Ugen 6,93 m       |
| 2018    | Ivana Španović 6,96 m       | Brittney Reese 6,89 m            | Sosthene Moguenara 6,85 m  |
| 2022    | Ivana Vuleta 7,06 m         | Ese Brume 6,85 m                 | Lorraine Ugen 6,82 m       |
| 2024    | Tara Davis-Woodhall 7,07 m  | Monae' Nichols 6,85 m            | Fátima Diame 6,78 m        |
| 2025    | Claire Bryant 6,96 m        | Annik Kälin 6,83 m               | Fátima Diame 6,72 m        |